# فردی پرن
فردی پرن (انگلیسی: Freddie Perren؛ ۱۵ مهٔ ۱۹۴۳ – ۱۶ دسامبر ۲۰۰۴) تهیه‌کننده موسیقی، ترانه‌نویس، تنظیم اهل ایالات متحده آمریکا بود. وی بین سال‌های ۱۹۶۸ تا ۱۹۸۶ میلادی فعالیت می‌کرد.